# فاژمید
فاژمید (phagemid) یا فاسمید (phasmid) یک وکتور همسانه‌سازی مبتنی بر DNA است که دارای ویژگی‌های پلاسمید و باکتریوفاژ است. این وکتور علاوه بر جایگاه آغاز همتاسازی پلاسمید شامل جایگاه آغاز همتاسازی مشتق شده از باکتریوفاژ است.
فاژمید دارای طیف وسیع عملکردی در زیست‌فناوری است برای نمونه در تکنیک زیست‌شناسی مولکولی به نام نمایش فاژی (phage display) کاربرد دارد.
مشابه با پلاسمید، فاژمید در همسانه‌سازی قطعات DNA و ورود به میزبان باکتریایی از طریق روش‌هایی مثل الکترونفوذ (electroporation) و ترادیسی (transformation) کارکرد دارد.